# Annibale Betrone
Annibale Betrone (Torino, 9 dicembre 1883 – Roma, 11 dicembre 1950) è stato un attore e regista italiano di cinema, teatro e radio.

## Biografia
Figura importantissima del teatro italiano della prima metà del Novecento, non fu come tanti suoi colleghi del tempo figlio d'arte: era nato da un sarto, ma trovò il modo, essendo appassionato di teatro, di studiare recitazione con Domenico Bassi. Il suo esordio avvenne a soli 17 anni, nel 1900, con la qualifica di secondattore nella compagnia dei fratelli Marchetti. Assunto dalla compagnia di Ermete Novelli, con il quale restò dal 1901 al 1908, passò da generico, ad amoroso, a primattor giovane sino a divenire primattore. Passò poi con Virgilio Talli per un lungo periodo, dal 1909 al 1921 dove compose, assieme a Maria Melato e Alberto Giovannini, una triade famosissima. Poi formò compagnie teatrali proprie e ditte famose con alcune delle più note attrici fra le due guerre, come Maria Melato, Giannina Chiantoni, Tatiana Pavlova, Emma Gramatica, Paola Borboni, Kiki Palmer, Margherita Bagni, Olga Solbelli e Anna Magnani. Nel 1940 è accanto a Maria Letizia Celli e Angelo Calabrese, ma sin dallo scoppio del conflitto ed all'immediato dopoguerra riduce la sua presenza sul palcoscenico.
Attore dal forte temperamento drammatico, spinto fino all'irruenza, spaziò in un repertorio assai vasto. Raggiunse grande fama e tra i suoi successi maggiori ricordiamo quelli riportati in Il beffardo di Nino Berrini e nel Glauco di Ercole Luigi Morselli; fu inoltre l'interprete di Anfissa di Leonid Andreev e di La sonata a Kreutzer di François Nozières tratto dall'omonimo romanzo di Lev Tolstoj. Fu Bruneri-Canella ne L'uomo n. 15 di Edward Wooll, ma recitò anche opere di Pier Maria Rosso di San Secondo (Il delirio dell'oste Bassà) e Diego Fabbri (Inquisizione che fu l'ultima sua rappresentazione).
Betrone fu molto attivo nel cinema nel quale esordì nel 1916 con il film muto Tigrana di Edouard Micheroux de Dillon. Per attendere però una prova che desta grande impressione nel pubblico e nella critica bisogna attendere il 1933 quando, all'alba del sonoro, interpretò Vittorio Emanuele II nel lungometraggio Villafranca di Giovacchino Forzano. Fu poi ammirato come l'umano zio di Piccolo mondo antico di Mario Soldati del 1941 - dove rivaleggiò con l'algida Ada Dondini - e il sensibile padre di Doris Duranti in Nessuno torna indietro di Alessandro Blasetti del 1943.
Si sposò il 20 febbraio 1912 con Elvira Sanipoli - che prese successivamente il nome di Elvira Betrone - e che gli sarà lungamente a fianco in svariate pellicole e sul palcoscenico. Era inoltre il padre di Cino Betrone, tenente degli alpini caduto sul fronte greco-albanese nel 1941 e alla cui memoria venne dedicato il film uscito postumo Quelli della montagna del quale Cino ebbe l'idea del soggetto e che Annibale interpretò.
Nel dopoguerra fu sporadicamente attivo, fatta eccezione per la radio.
Fu iniziato in massoneria nella loggia Dante Alighieri di Torino il 28 maggio 1917 e divenne Maestro il 3 gennaio 1919.

## Teatro
- Nessuno ha visto, di Anthony Armstrong e Henry Simpson, direzione artistica di Annibale Betrone. Teatro Eliseo di Roma, 22 luglio 1938.
- Il sorprendente dottor Klitter, di Barré Lyndon, direzione artistica di Annibale Betrone. Teatro Eliseo di Roma, 26 luglio 1938.
- Metropoli, di Alessandro De Stefani, direzione artistica di Annibale Betrone. Teatro Eliseo di Roma, 4 agosto 1938.
- Palcoscenico, di Geoffry G. Ames, direzione artistica di Annibale Betrone. Teatro Eliseo di Roma, 18 agosto 1938.
- La rappresentazione di Santa Uliva, di Anonimo Fiorentino del XIV secolo, regia di Gualtiero Tumiati e Beryl Tumiati. Cortile del Palazzo della Sapienza di Roma, 31 agosto 1944.
- Rabagas, di Victorien Sardou, regia di Ruggero Ruggeri. Roma, Teatro Quirino, 3 febbraio 1945.
- La luna è tramontata, di John Steinbeck, regia di Vito Pandolfi. Roma, Teatro Quirino, 15 febbraio 1945.

## Prosa radiofonica Rai
- L'albergo dei poveri, di Maksim Gor'kij, regia di Enzo Ferrieri, trasmessa il 20 giugno 1946.

## Filmografia parziale

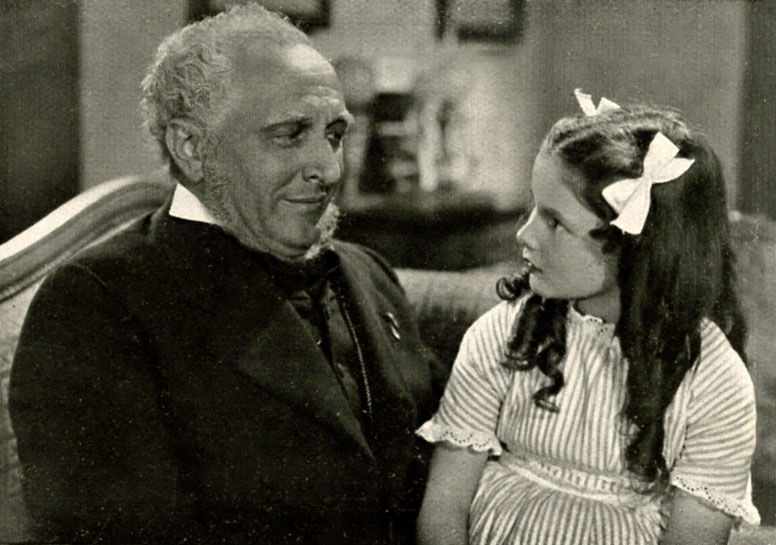
Annibale Betrone con Mariù Pascoli in Piccolo mondo antico (1941)

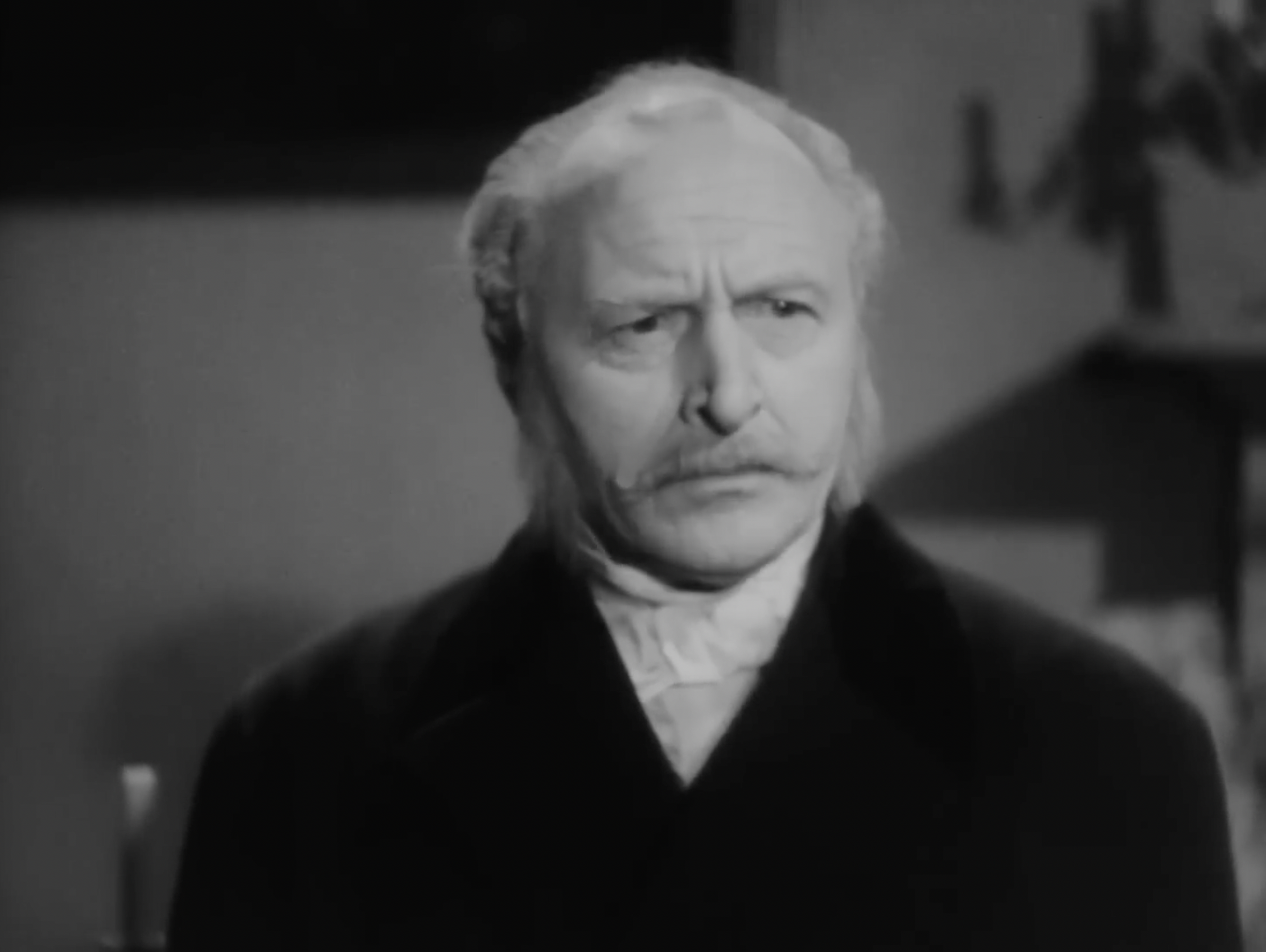
Annibale Betrone ne La principessa del sogno (1942)

- Camicia nera, regia di Giovacchino Forzano (1933)
- Villafranca, regia di Giovacchino Forzano (1934)
- Il grande silenzio, regia di Giovanni Zannini (1936)
- Se quell'idiota ci pensasse..., regia di Nino Giannini (1939)
- Piccolo alpino, regia di Oreste Biancoli (1940)
- La fuggitiva, regia di Piero Ballerini (1941)
- Teresa Venerdì, regia di Vittorio De Sica (1941)
- Piccolo mondo antico, regia di Mario Soldati (1941)
- Fedora, regia di Camillo Mastrocinque (1942)
- La Gorgona, regia di Guido Brignone (1942)
- La maestrina, regia di Giorgio Bianchi (1942)
- Acque di primavera, regia di Nunzio Malasomma (1942)
- La principessa del sogno, regia di Roberto Savarese, Maria Teresa Ricci (1942)
- Gioco pericoloso, regia di Nunzio Malasomma (1942)
- Noi vivi, regia di Goffredo Alessandrini (1942)
- Addio Kira!, regia di Goffredo Alessandrini (1942)
- Quarta pagina, regia di Nicola Manzari (1942)
- Capitan Tempesta, regia di Corrado D'Errico (1942)
- Il leone di Damasco, regia di Corrado D'Errico (1942)
- Mater dolorosa, regia di Giacomo Gentilomo (1943)
- Nessuno torna indietro, regia di Alessandro Blasetti (1943)
- Quelli della montagna, regia di Aldo Vergano (1943)
- Sant'Elena, piccola isola, regia di Umberto Scarpelli e Renato Simoni (1943)
- Romanzo a passo di danza, regia di Giancarlo Cappelli e Salvio Valenti (1944)
- Il mondo vuole così, regia di Giorgio Bianchi (1946)
- Uno tra la folla, regia di Ennio Cerlesi (1946)
- L'isola di Montecristo, regia di Mario Sequi (1948)
- Fabiola, regia di Alessandro Blasetti (1949)
- Duello senza onore, regia di Camillo Mastrocinque (1949)
- Tormento, regia di Raffaello Matarazzo (1950)
- Gli ultimi giorni di Pompei, regia di Marcel L'Herbier e Paolo Moffa (1950)